# 天津市知识产权局
天津市知识产权局是中华人民共和国天津市人民政府为组织协调全市保护知识产权和主管专利工作的直属机构。

## 机构设置
- 办公室
- 政策法规处（国际合作交流处）
- 发展规划处（专利信息处）
- 专利管理处
- 专利实施处
- 保护协调处
- 专利代办处
- 机关党委、人事处[1]

## 直属单位
- 天津市知识产权服务中心
- 天津市环境知识产权信息中心
- 天津市保护知识产权举报投诉中心
- 天津市知识产权交易中心
- 天津市知识产权司法鉴定中心
- 中国（天津）知识产权维权援助中心[2]

## 行业协会
- 天津市知识产权保护协会
- 天津市发明协会[3]